# Santa Leopoldina
Santa Leopoldina is een gemeente in de Braziliaanse deelstaat Espírito Santo. De gemeente telt 12.743 inwoners (schatting 2009).
De gemeente grenst aan Serra, Cariacica, Domingos Martins, Fundão, Santa Teresa en Santa Maria de Jetibá.